# Monteu Roero
Monteu Roero (Montèj in piemontese) è un comune italiano di 1 566 abitanti della provincia di Cuneo in Piemonte. Fa parte della delimitazione geografica del Roero. È il quarto comune più a nord della provincia di Cuneo. Situato a 395 m s.l.m., è il comune più elevato del territorio del Roero.

## Storia
Anticamente il sito veniva chiamato "Monte Acuto" (Mons Acutus in latino).
Nel 1041 l'imperatore Enrico III lo concesse al vescovo di Asti, che un secolo dopo lo cedette al conte Guido di Biandrate, che fece costruire il primo castello. Il conte Guido divise le proprie terre in parti uguali tra tutti i figli: al primogenito toccarono le terre dell'astigiano, tra le quali il feudo di Monte Acuto.
I Biandrate tennero Monte Acuto in feudo per circa tre secoli, fino al 1299, quando, sconfitti da Asti, vendettero il castello ai Roero (o Rotari) per 48.000 fiorini. L'acquisto venne riconosciuto ed approvato dal vescovo di Asti.
Il 2 novembre 1299 i Roero entrarono in possesso di feudi di Santo Stefano e di Monte Acuto, che prese il nome di Mons Acutus Rotarianum e successivamente di Monteu Roero.
Il castello fu costruito dai Roero ai primi del XV secolo sui resti di quello dei Biandrate.
Per via ereditaria il feudo passò a numerose altre famiglie: il 3 luglio 1784 fu ceduto a Vittorio Amedeo III di Savoia.

### Simboli
Il gonfalone è un drappo di azzurro.

## Monumenti e luoghi d'interesse

### Architetture religiose
- Chiesa di San Nicolao, parrocchiale che risale al XIV secolo è stata ricostruita con il campanile nel 1859-1860 mentre la facciata, di forme rinascimentali, è del 1920.
- Chiesa di San Bernardino da Siena, ampliata in epoca barocca, ha un portale del 1672 e un pregevole altare

### Architetture militari
- Castello dei Roero, in posizione dominante l'abitato, è stato rimaneggiato più volte, ma conserva all'interno capitelli trecenteschi in arenaria e affreschi e decorazioni seicenteschi. Secondo Goffredo Casalis nel suo Dizionario geografico, storico degli Stati del Re di Sardegna, l'imperatore Federico, detto il Barbarossa, trovò rifugio ed ospitalità nell'inverno del 1167-1168 all'interno del castello.

## Società

### Evoluzione demografica
Abitanti censiti

### Etnie e minoranze straniere
Secondo i dati Istat al 31 dicembre 2017, i cittadini stranieri residenti a Monteu Roero sono 123, così suddivisi per nazionalità, elencando per le presenze più significative:
1. Romania, 106

## Economia
Le risorse principali sono soprattutto la coltivazione della vite, con produzione di Nebbiolo, Arneis e Barbera, e la raccolta delle castagne; sono diffuse anche le coltivazioni degli ortaggi (asparagi e piselli), delle fragole e delle pesche. Altre fonti di reddito sono l'allevamento del bestiame e il commercio del legname.

## Amministrazione
Di seguito è presentata una tabella relativa alle amministrazioni che si sono succedute in questo comune.
| Periodo        | Periodo        | Primo cittadino | Partito                     | Carica  | Note  |
| -------------- | -------------- | --------------- | --------------------------- | ------- | ----- |
| 10 giugno 1985 | 16 giugno 1990 | Giovanni Negro  | lista civica                | Sindaco | [ 7 ] |
| 16 giugno 1990 | 24 aprile 1995 | Giovanni Negro  | lista civica                | Sindaco | [ 7 ] |
| 24 aprile 1995 | 14 giugno 1999 | Giovanni Negro  | centro                      | Sindaco | [ 7 ] |
| 14 giugno 1999 | 14 giugno 2004 | Giovanni Negro  | centro                      | Sindaco | [ 7 ] |
| 14 giugno 2004 | 8 giugno 2009  | Giuseppe Brezzo | Forza Italia                | Sindaco | [ 7 ] |
| 8 giugno 2009  | 25 maggio 2014 | Michele Sandri  | lista civica                | Sindaco | [ 7 ] |
| 11 giugno 2014 | 27 maggio 2019 | Michele Sandri  | lista civica: Monteu Unita  | Sindaco | [ 7 ] |
| 27 maggio 2019 | 9 giugno 2024  | Michele Sandri  | lista civica: Monteu Unita  | Sindaco | [ 7 ] |
| 10 giugno 2024 | in carica      | Paolo Rosso     | lista civica: Vivere Monteu | Sindaco | [ 7 ] |

## Sport
Il Roero United FC, fondato nell 1990 è la società principale del comune. Milita nel campionato UISP
Italia di Calcio a 11.